# Saaten-Neuendorf

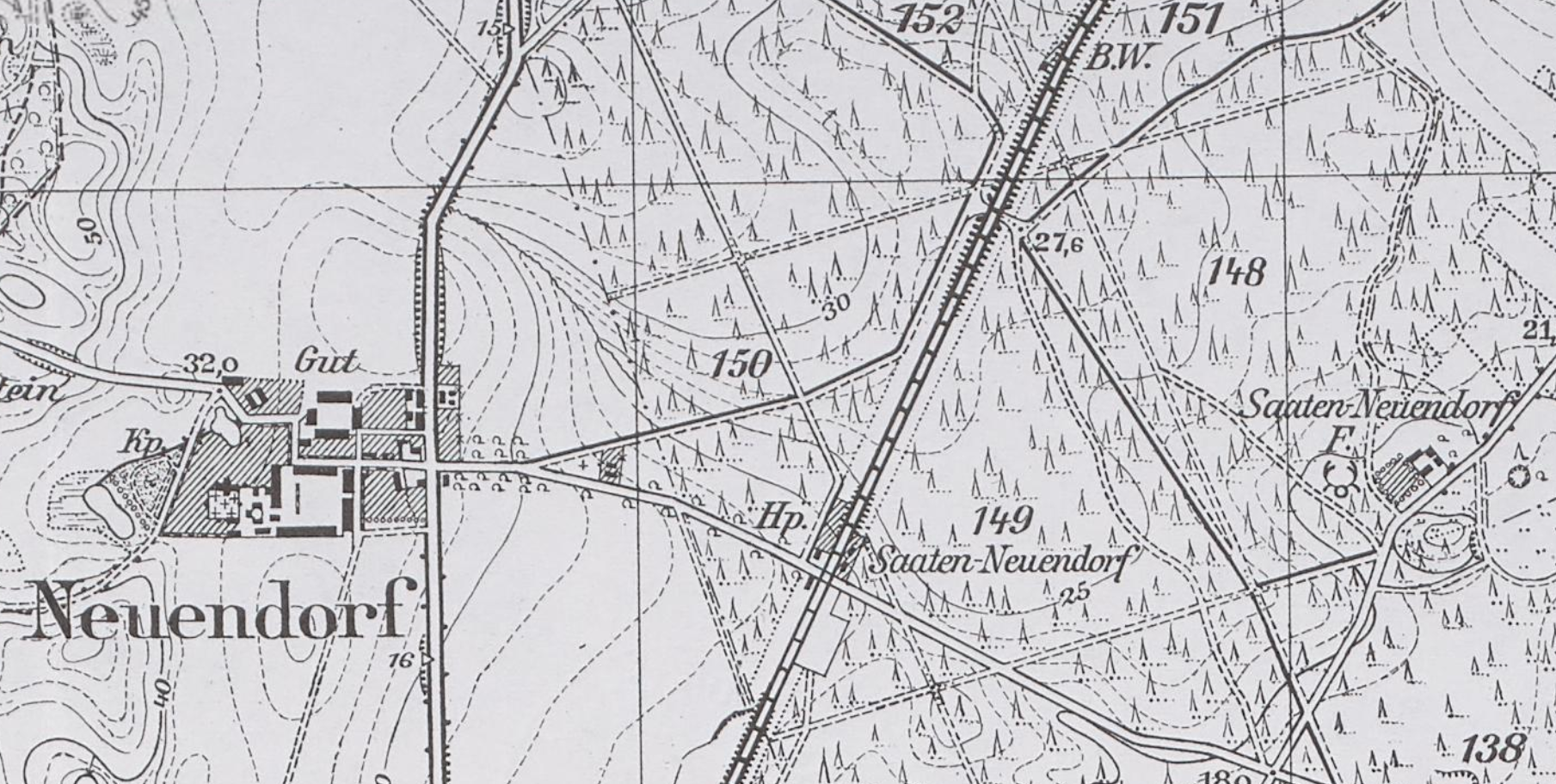
Wohnplätze Oderberg-Neuendorf (Stadt Oderberg) und Saaten-Neuendorf (Ortsteil Hohensaaten, Stadt Bad Freienwalde), inkl. einem von drei Bahnwärterhäuser, die ursprünglich zum Wohnplatz Breitelege/Saaten-Neuendorf gehörten, Ausschnitt aus dem Messtischblatt 3150 Oderberg, Aufnahmen 1888 und 1926

Saaten-Neuendorf ist ein Wohnplatz im Ortsteil Hohensaaten der Stadt Bad Freienwalde (Oder) im Landkreis Märkisch-Oderland (Brandenburg). Der Wohnplatz entstand aus dem 1849 erbauten Forsthaus Breitelege des Schutzbezirks Breitelege der Oberförsterei Liepe. Schutzbezirk und Forsthaus wurden 1907/1908 in Schutzbezirk Saaten-Neuendorf bzw. Forsthaus Saaten-Neuendorf umbenannt. Bereits 1900 wurde ca. 3 km südöstlich des Wohnplatzes und ca. 2 km westlich von Hohensaaten ein neues Forsthaus erbaut, das zunächst den Namen Forsthaus Breitelege II erhielt, das ursprüngliche Forsthaus wurde nun Forsthaus Breitelege I genannt. Nach der Umbenennung des ursprünglichen Forsthauses Breitelege I in Forsthaus Saaten-Neuendorf erhielt nun das Forsthaus Breitelege II verwirrenderweise den Namen Forsthaus Breitelege.

## Lage
Der Wohnplatz Saaten-Neuendorf liegt ca. 1,5 Kilometer östlich des Wohnplatzes Oderberg-Neuendorf (Stadt Oderberg, Lkr. Barnim) und 4,7 km nordwestlich vom Ortsteil Hohensaaten der Stadt Bad Freienwalde im Landkreis Märkisch-Oderland. Er ist über die L 282 von Hohensaaten nach Oderberg-Neuendorf, über eine ca. 500 m lange, davon abzweigende kleine Straße zu erreichen. Nur 700 Meter westlich führte die heute stillgelegte und abgebaute Bahnstrecke Angermünde–Bad Freienwalde vorbei. Der 1885 eröffnete Haltepunkt ca. 900 Meter westsüdwestlich des Forsthauses erhielt den Namen Saaten-Neuendorf. Er gehört heute aber zu Oderberg-Neuendorf und damit zur Stadt Oderberg; er ist auch nicht als eigener Wohnplatz ausgewiesen. Er liegt auf 19 m ü. NHN und ist völlig von Wald umgeben.

## Geschichte
Der Name Breitelege erscheint erstmals als Flurname in einem Schriftstück von 1542 (in der Breiden Lege). 1550 heißt die Lokalität dann Bredenlegen und 1593 grob verschrieben Gregelege. 1620 ist von der breiten Lehge die Rede und 1705 heißt es auff der breiten Läge. 1900 wurde der Name im Amtsblatt endgültig fixiert.
1542 erhielten die Einwohner von Lunow vom Kurfürsten die Erlaubnis in der königlichen Heide, der Breiden Lege Pferde und Vieh weiden zu lassen. Die Breitelege wurde aber weiterhin als königliches Jagdrevier genutzt. 1549 beschwerten sich die Oderberger darüber, dass durch die Jagdaktivitäten die Weide auf der Oderberger Heide, auf dem Feld Neuendorf und der Breitelege stark beeinträchtigt werde.
1593 wurde ein Teil der Breitelege von den Bauern in Lunow, Oderberg und Hohensaaten auch als Acker genutzt. Die Saatmenge wird mit drei Wispel Roggen angegeben. Das Amt Oderberg als Grundeigentümer erhielt für die Nutzung Heuerkorn. 1620 maß die Breitelege 1720 Morgen und war an die Einwohner von Lunow, Oderberg und Hohensaaten vermietet. Die Pächte nahm nun das Schulamt Neuendorf ein. 1686 hatte das Schulamt die Breitelege, die aber noch zu einem guten Teil bewachsen war, teilweise in eigene Bewirtschaftung genommen. Das Land war aber sandig und nicht besonders ertragreich. Es konnte nur alle drei Jahre besät werden. Das Schulamt Neuendorf hatte Ackerland zu 16 Scheffel Aussaat, einige Bürger von Oderberg bewirtschafteten noch Flächen von acht Scheffel Aussaat.
1692 erbaute das Schulamt Neuendorf auf der Breitelege einen Hammelstall von 15 Gebinden zusammen mit einem Schäferhäuschen. Dieses Schäferhäuschen kann aber nicht so klein gewesen sein, denn 1694 ist es als Wohnhaus mit 5 Gebinden beschrieben. 1700 wurde die Breitelege vermessen. Sie hatte eine Fläche von 1944 Morgen (der Morgen zu 300 Quadratruten). Davon waren 1247 Morgen reines Land, also landwirtschaftlich genutztes Land und 697 Morgen bewachsenes Land. Das reine Land dürfte vor allem für die Schafhaltung genutzt worden sein. Die Kossäten von Lunow pachteten 1705 360 Morgen auf der Breitelege. Die Stadt Oderberge beanspruchte außerdem 20 Morgen Land am Weg von Oderberg zum Hammelstall und die 4 Morgen 247 Quadratruten große Bardienwiese an der Breitelege. Um 1708 existierte der Hammelstall noch, danach wurde er abgenommen, d. h. abgebaut und das Bauholz anderweitig verwendet. 1751 war die Breitelege dreigeteilt, die Oderberger Breitelege mit der Bardienwiese, die Amts-Breitelege und ein Teil, der von den Bauren der Dörfer Lunow und Hohensaaten je zur Hälfte vom Amt gepachtet war. 1788 wurde auf dem Amtsanteil der Breitelege eine Ziegelei eingerichtet, die aber 1803 durch ein Unwetter zerstört und nicht wieder aufgebaut wurde.
1843 wurde die Amts-Breitelege des Schulamtes Neuendorf durch Tausch vom Fiskus erworben und aufgeforstet. Auf dem Urmesstischblatt 3150 Oderberg von 1844 ist die Breite Leege noch als ein großes Heidegebiet eingezeichnet. 1847 wurde mit Adam Wehr ein erster Förster für den neuen Schutzbezirk Breitelege eingestellt.
Das ursprüngliche Forsthaus Breitelege wurde 1849 errichtet und am 18. April 1850 offiziell Försterei Breitelege benannt. Die ortspolizeiliche Verwaltung wurde dem Domänenrentamt Neustadt-Eberswalde übertragen. Zum Forstgehöft gehörten 44 Morgen Land.
1858 bestand das Forstgehöft aus einem Wohnhaus und drei Wirtschaftsgebäuden, und hatte fünf Bewohner. 1873 wohnten im Forsthaus 13 Personen. Auch für 1881 gibt Otto Lehnerdt 13 Personen als Bewohner des Forsthauses an. Nach der Volkszählung vom 1. Dezember 1885 bestand der Wohnplatz Breitelege aus zwei Wohngebäuden (Försterei und Bahnhof) und hatte acht Einwohner. Der Wohnplatz wurde 1907/08 in Saaten-Neuendorf umbenannt. 1925 wohnten sieben Personen in Saaten-Neuendorf (Forsthaus und Bahnhof).
Am 14. August 1988 stieß auf der Bahnstrecke Bad Freienwalde-Angermünde bei Saaten-Neuendorf eine Lokomotive mit einem Güterzug zusammen. Näheres ließ sich bisher nicht ermitteln.

## Stellung der Försterei Breitelege in der Hierarchie der Forstverwaltung
In der Zeit des Aufbaus der (Unter-)Försterei Breitelege gehörte sie zum Forstrevier Liepe, das vom Oberjäger Sonnenberg verwaltet wurde. Mit dem Aufbau der Forstverwaltung in der Provinz Brandenburg 1817 kam die Unterförsterei Breitelege zum Lieper Revier der Forstinspektion Neustadt. Nach einer ersten Verwaltungsreform 1827 hieß die Behörde nun Revier Liepe. Seit 1850 wurde das Revier Liepe dann Oberförsterei Liepe genannt. Ab 1. Juni 1870 wurde die Oberförsterei Liepe in die Forstinspektion Potsdam-Cöpenick transferiert. 1881 wurden die Oberförstereien Biesenthal, Liepe und Freienwalde neu abgegrenzt und gleichzeitig die neue Oberförsterei Eberswalde gebildet. Die Förstereien Breitelege, Breitefenn und Maienpfuhl wurden von der Oberförsterei Liepe abgetrennt und der Oberförsterei Freienwalde zugeordnet. Die Bewirtschaftung in den neuen Grenzen erfolgte ab dem 1. Oktober 1881, die Rechnungslegung dagegen erst ab 1. April 1882. Die Oberförsterei Liepe wurde 1882 zudem in Oberförsterei Chorin umbenannt. Der Oberförsterei Freienwalde waren somit die Förstereien Breitelege, Breitfenn, Maienpfuhl, Sonnenburg, Torgelow und Brahlitz unterstellt; sie verwaltete damals 5022,421 ha Wald.
1896 wurde die Forstinspektion Potsdam-Cöpenick in Forstrathsbezirk Potsdam-Eberswalde umbenannt. Kurt Brachvogel nennt die übergeordnete Behörde 1900 wieder Forstinspektionsbezirk Eberswalde. Um/nach 1900 erfolgte auch der Bau eines zweiten Forsthauses im Schutzbezirk Breitelege, westlich von Hohensaaten gelegen, das Forsthaus Breitelege II genannt wurde. Entsprechend wurde die ursprüngliche Försterei nun Breitelege I genannt. Schutzbezirk und Forsthaus Breitelege I wurden 1907/1908 in Schutzbezirk Saaten-Neuendorf bzw. Forsthaus Saaten-Neuendorf umbenannt. Die Försterei bzw. der Schutzbezirk Breitelege II erhielt nun den Namen Schutzbezirk Breitelege bzw. Forsthaus Breitelege (ohne weiteren Zusatz). 1907 wurden die beiden Schutzbezirke auch amtlich voneinander abgegrenzt. Dem Schutzbezirk Saaten-Neuendorf wurden die Jagen 105, 106, 119, 120, 121, 124 bis 131, 134 bis 142 und 145 bis 153 zugewiesen. Die Jagen sind in der Topographischen Karte 1:25.000 Nr. 3150 Oderberg zu sehen.
1977 gehörte die Revierförsterei Breitelege zum Staatlichen Forstwirtschaftsbetrieb Eberswalde.

## Kommunale Geschichte
1871 gehörte das Forsthaus Breitelege zum Forstfiskalischen Gutsbezirk Liepe. In der Fußnote ist der erst später stattgefundenen Umbenennung der Oberförsterei Liepe in Oberförsterei Chorin bereits vorgegriffen. 1872/74 wurde die Domänenämter in der Provinz Brandenburg aufgelöst und die hoheitlichen Aufgaben den Kreisen oder den neu gegründeten Amtsbezirken übertragen. 1874 bildete das Forsthaus Breitelege mit dem Belauf bzw. Schutzbezirk Breitelege der Lieper Forst einen eigenen Gutsbezirk im Amtsbezirk 12 Neuendorf des Kreises Angermünde. 1881 gehörten zum Gutsbezirk Forsthaus Breitelege nicht nur das Forsthaus Breitelege der Lieper Forst, sondern auch drei darin gelegene Bahnwärterhäuser. In den folgenden Jahren muss der Gutsbezirk Breitelege (wieder) mit dem Gutsbezirk Liepe vereinigt worden sein. Das Alphabetisches Verzeichnis sämtlicher im Regierungsbezirk Potsdam belegenen Ortschaften und Ortsteile von 1897 führt die Försterei Breitelege (wieder) unter dem Gutsbezirk Forstrevier Liepe auf. Im Jahr 1900 wurden die Schutzbezirke Breitefenn, Maienpfuhl und Breitelege mit insgesamt 3219,2574 ha vom Gutsbezirk Liepe (der gleichzeitig in Gutsbezirk Königlich Forst Chorin umbenannt wurde) abgetrennt und zu einem selbständigen Gutsbezirk Königliche Forst Freienwalde zusammengefasst. Das Forsthaus wurde nun Forsthaus Breitelege I genannt. 1908 wurde es in Forsthaus Saaten-Neuendorf umbenannt. Der Name Forsthaus Breitelege wanderte nun zu einem anderen, neu aufgebauten Forsthaus westlich von Hohensaathen (Lage: ). Es ist noch nicht im Messtischblatt 3150 Oderberg von 1902 (Aufnahme allerdings 1888!) verzeichnet.
Mit der Auflösung des Gutsbezirks Königliche Forst Freienwalde 1929 kam Saaten-Neuendorf zur Gemeinde Hohensaaten. 1931 und 1950 war Saaten-Neuendorf ein Wohnplatz der Gemeinde Hohensaaten. Damals gehörte auch noch der Bahnhof Saaten-Neuendorf zum Wohnplatz Saaten-Neuendorf dazu. Wann der Bahnhof abgetrennt und an Neuendorf angeschlossen wurde, ließ sich bisher nicht ermitteln. 1950 führt das Hotel-Adreßbuch den Bahnhof Saaten-Neuendorf allerdings bereits unter der Stadt Oderberg auf. Nach der Wende schlossen sich 1992 fünf Gemeinden und die Stadt Oderberg zum Amt Oderberg zusammen. 1993 wurde die Gemeinde Hohensaaten landesbehördlich dem Amt Oderberg zugeordnet. Zum 1. Januar 2009 wurde die Gemeinde Hohensaaten (bisher Landkreis Barnim) nach Bad Freienwalde (Oder) (Landkreis Märkisch-Oderland) eingemeindet. Die Kreisgrenzen wurden entsprechend geändert. Seither ist Saaten-Neuendorf ein Wohnplatz im Ortsteil Hohensaaten der Stadt Bad Freienwalde im Landkreis Märkisch-Oderland.

## Liste der Förster im Forsthaus Breitelege/Breitelege I/Saaten-Neuendorf
- 1847 bis (1858) Förster Adam Wehr[3][26][27] neu geschaffene Stelle
- ab 1. November 1858 bis Anfang 1860 (†) Förster Schmidt[28] vorher in der Försterei Hüttendorf/Voigtswiese[29]
- ab 1. März 1860 bis 30. Juni 1866 Förster Boedeweg/Bödeweg[30][31] zunächst als Forstaufseher angestellt,[29] war vorher in der Försterei Prötzel/Kähnsdorf (Oberförsterei Freienwalde),[32] wurde 1861 zum Königlichen Förster ernannt,[33] ab 1866 in der Försterei Breitefenn (Oberförsterei Freienwalde)
- 1. Juli 1866 bis 1882 Förster Fritz Fischer (* 11. Juli 1821 in Artern)[34][31]
- ab 1. Januar 1882 bis 30. Juni 1884 Förster Hugo Schinn, bisher Forstaufseher in der Oberförsterei Falkenhagen, wurde gleichzeitig zum Königlichen Förster befördert[35] wurde 1884 in die Försterei Breitefenn (Oberförsterei Freienwalde) versetzt[36]
- ab 1. Juli 1884 bis 30. Juni 1888 Förster Carl/Karl Kielmann (* 20.05.1844 Gielsdorfer Heidekrug; † 12. Juli 1910), vorher in der Försterei Vietmannsdorf (Oberförsterei Reiersdorf),[36] wurde 1888 in die Försterei Liepe (Oberförsterei Chorin) versetzt[37][38] zuletzt Hegemeister
- 1. Juli 1888 bis 31. Oktober 1892 Förster Hermann Franke (* 10. Januar 1854 in Marwitz[39]), vorher Feldwebel und Forstaufseher zu Haselberg in der Oberförsterei Tegel[40][41] wurde 1892 in der Försterei Maienpfuhl (Oberförsterei Freienwalde) versetzt[42]
- ab 1. November 1892 bis 31. Oktober 1903 Förster Otto Schulz, vorher Reservejäger und Forstaufseher in der Försterei Grünau in der Oberförsterei Köpenick, wurde mit Amtsantritt zum Förster ernannt[42][16] wurde 1903 in die Försterei Michendorf gesetzt[43]
- 1. November 1903 bis 31. Dezember 1904 (Ruhestand) Förster Georg Nauß/Nauss (* 14. November 1861 in Mengsberg, Krs. Ziegenhain)[44][45] war vorher in der Försterei Oberkrämer (Oberförsterei Rüthnick)[46] sollte zum 1. April 1903 in die Försterei Densow (Oberförsterei Alt Placht) versetzt werden,[47] die Versetzung kam aber nicht zustande[48]
- ab 1. Januar 1905 bis 1924 Förster Friedrich Wegener (* 21. Januar 1861 in Liepe)[49] Diensteintritt: 1. Juli 1900 (sic!)[50] er war vorher in der Försterei Breitelege II (Oberförsterei Freienwalde),[51] zuletzt Hegemeister